# Whatcom County
Whatcom County är ett county i delstaten Washington, USA. Den administrativa huvudorten (county seat) är Bellingham. 
Del av North Cascades nationalpark ligger i countyt. 

## Geografi
Enligt United States Census Bureau har countyt en total area på 6 484 km². 5 490 km² av den arean är land och 995 km² är vatten.

### Angränsande countyn
- Okanogan County, Washington - öst
- Skagit County, Washington - syd
- San Juan County, Washington - sydväst
- gränsar mot Kanada i norr

### Städer
- Bellingham (huvudort)
- Blaine
- Everson
- Ferndale
- Lynden
- Nooksack
- Sumas